# Ljusterspindel
Ljusterspindel (Mangora acalypha) är en spindelart som först beskrevs av Charles Athanase Walckenaer 1802.  Ljusterspindel ingår i släktet Mangora och familjen hjulspindlar. Arten är reproducerande i Sverige. Inga underarter finns listade i Catalogue of Life.